# Potsdam Hauptbahnhof

Potsdam Hauptbahnhof ist der wichtigste Bahnhof in der brandenburgischen Landeshauptstadt Potsdam. Er liegt an der Bahnstrecke Berlin–Magdeburg und besteht seit 1838. Allerdings trägt er diesen Namen erst seit 1999. Sein Vorläufer war über Jahrzehnte der Bahnhof Potsdam, ab 1960 Potsdam Stadt. Der Bahnhof ist Endpunkt der aus Ahrensfelde über die Berliner Stadtbahn kommenden S-Bahn-Linie S7. Gleichzeitig ist er mit dem angeschlossenen ZOB und der Straßenbahnanbindung zentraler Umsteigepunkt für Potsdam und das südwestliche Berliner Umland (siehe auch Nahverkehr in Potsdam).

## Geschichte

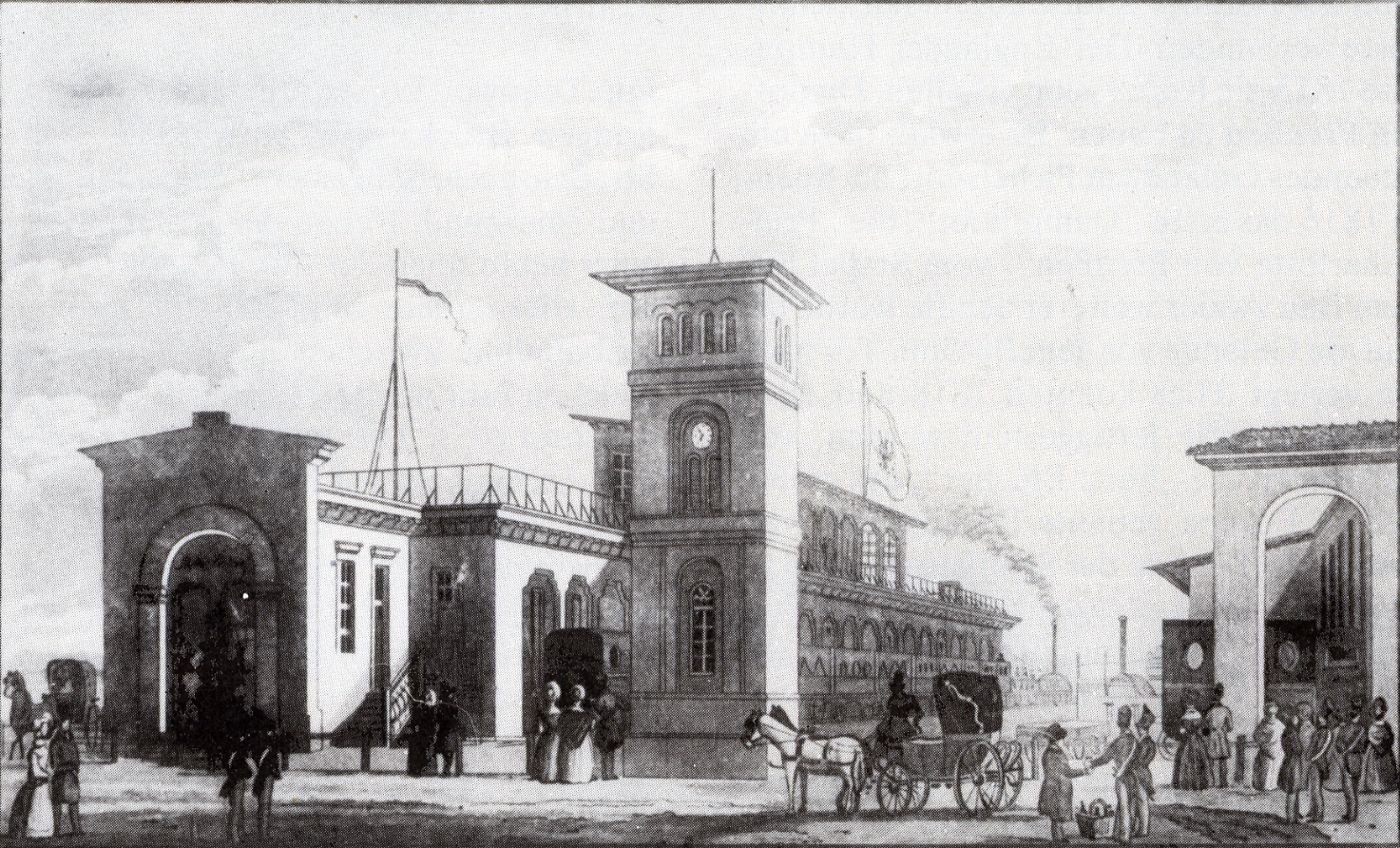
Erster Bahnhof an der Stelle des heutigen Hauptbahnhofs um 1840

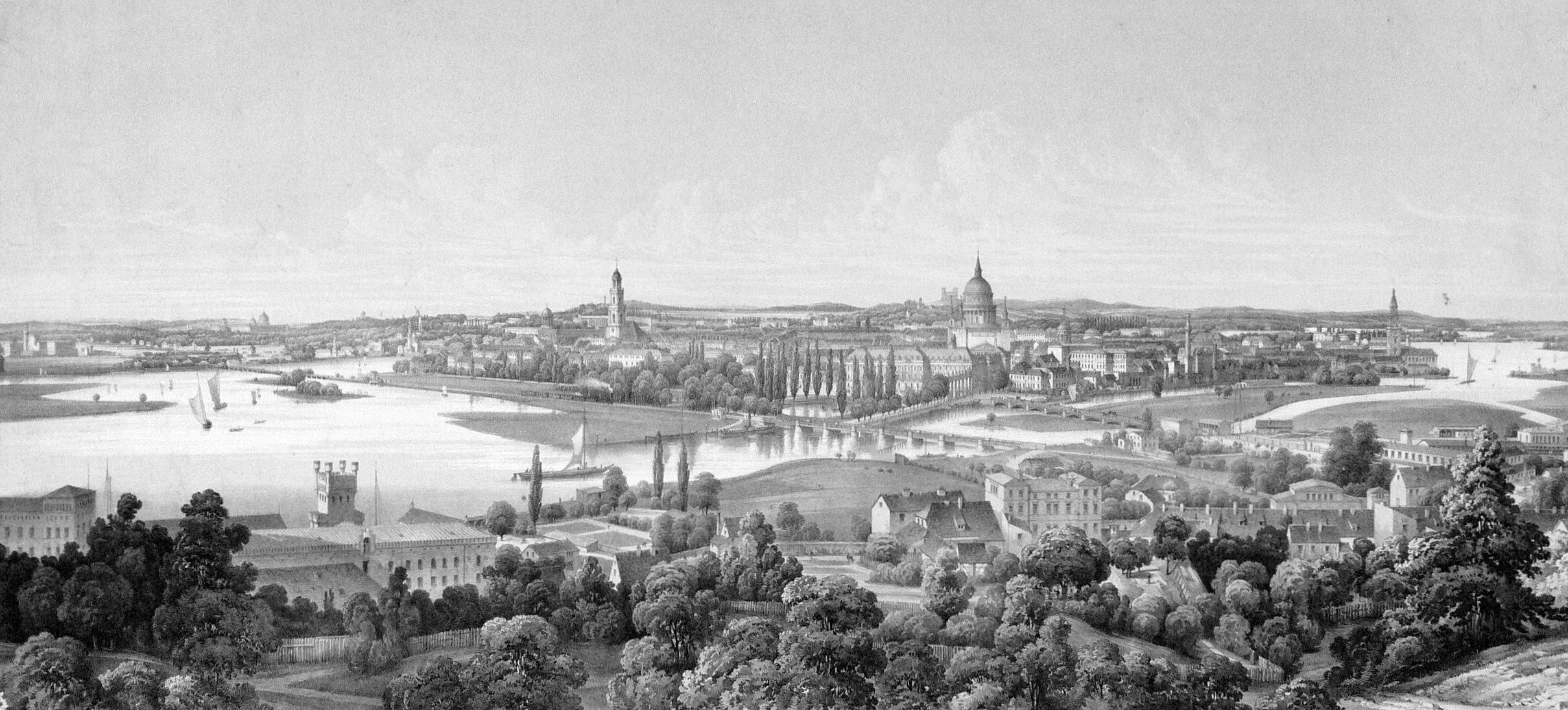
Franz Josef Sandmann: Potsdam um 1850 mit Eisenbahnbrücke und Langer Brücke, am rechten Bildrand knapp hinter den Bäumen der Bahnhof

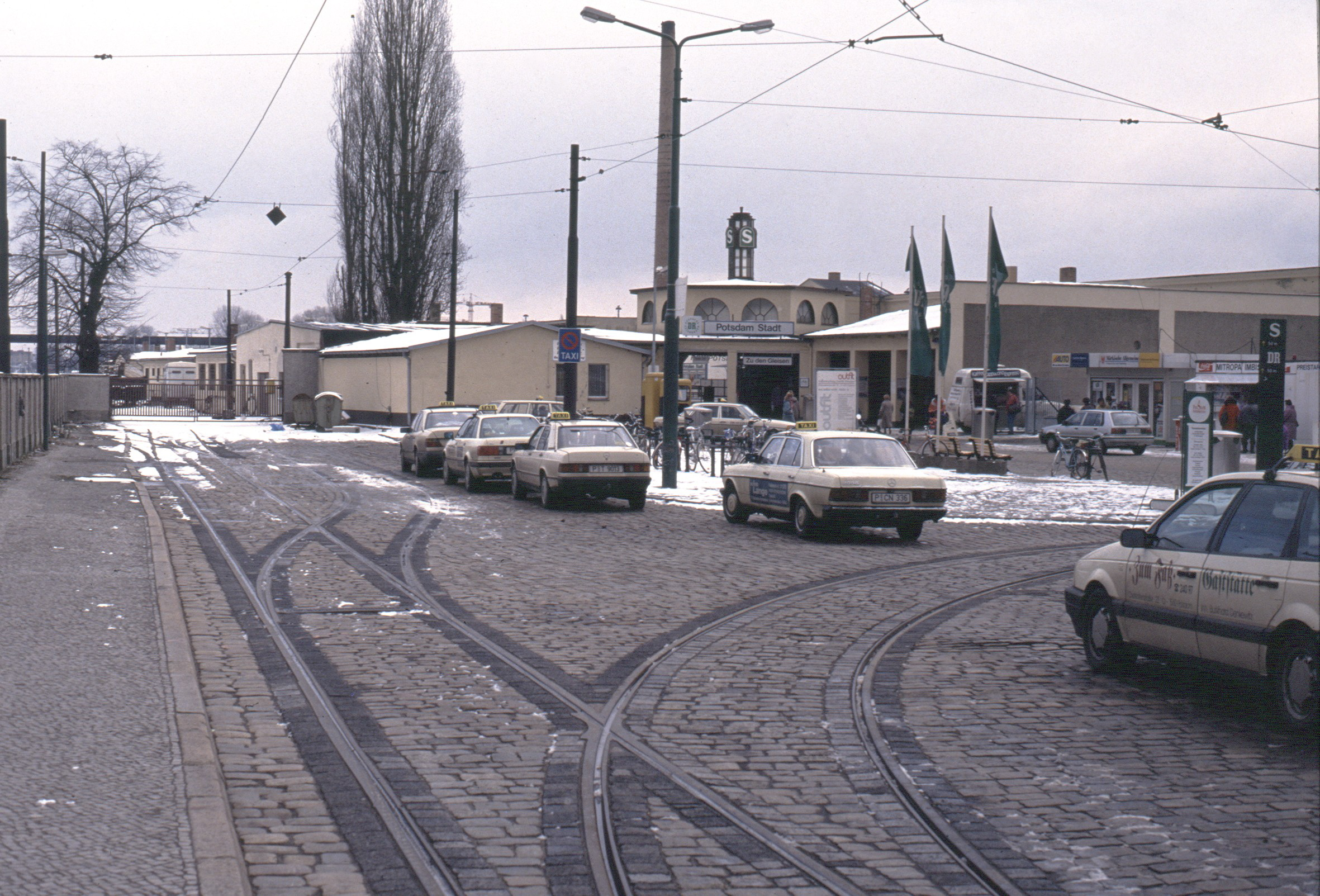
Vorplatz und Empfangsgebäude des Bahnhofs Potsdam Stadt lagen nördlich der Gleise, 1993

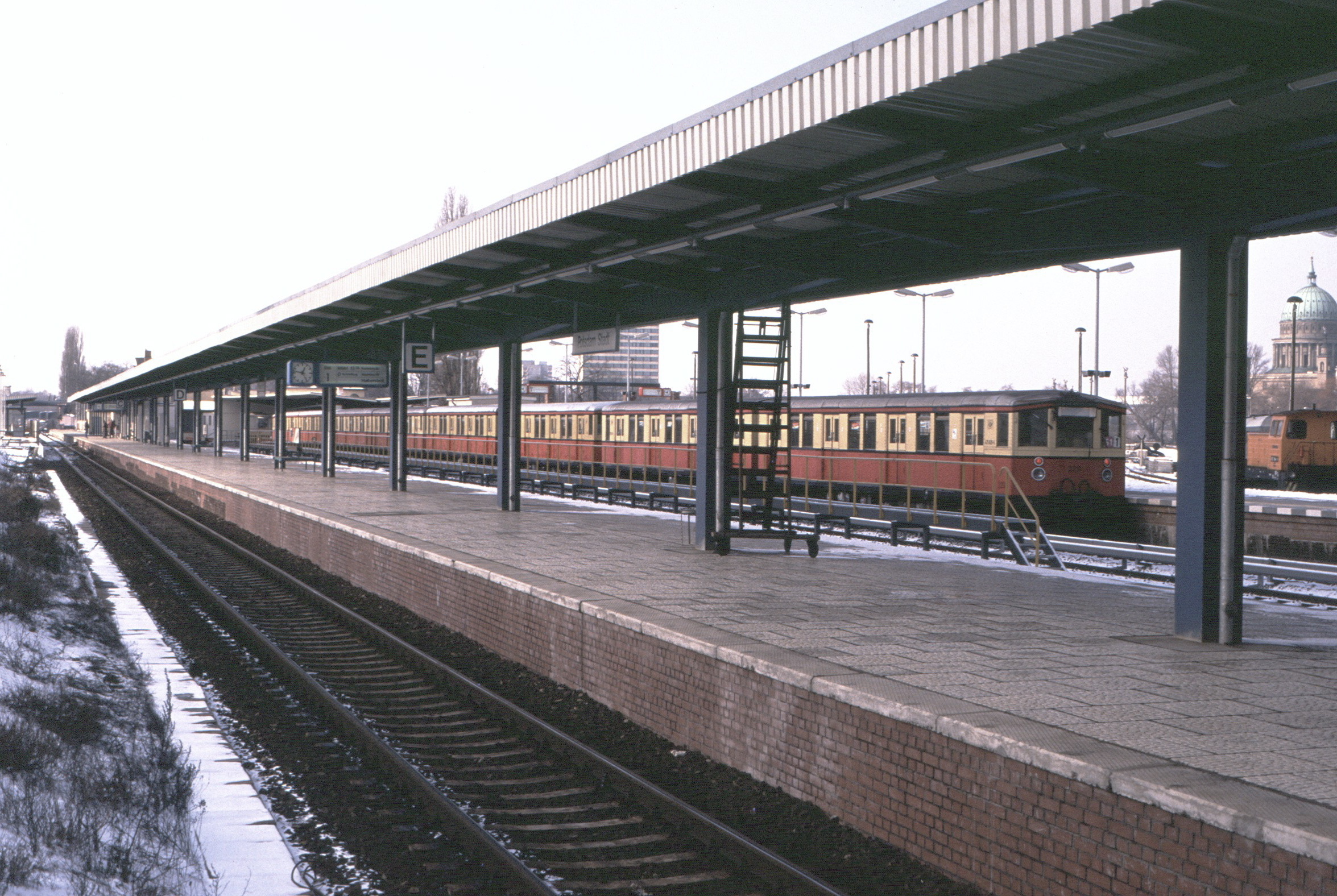
Bahnhof Potsdam Stadt mit S-Bahn-Zug der Baureihe 475, 1993

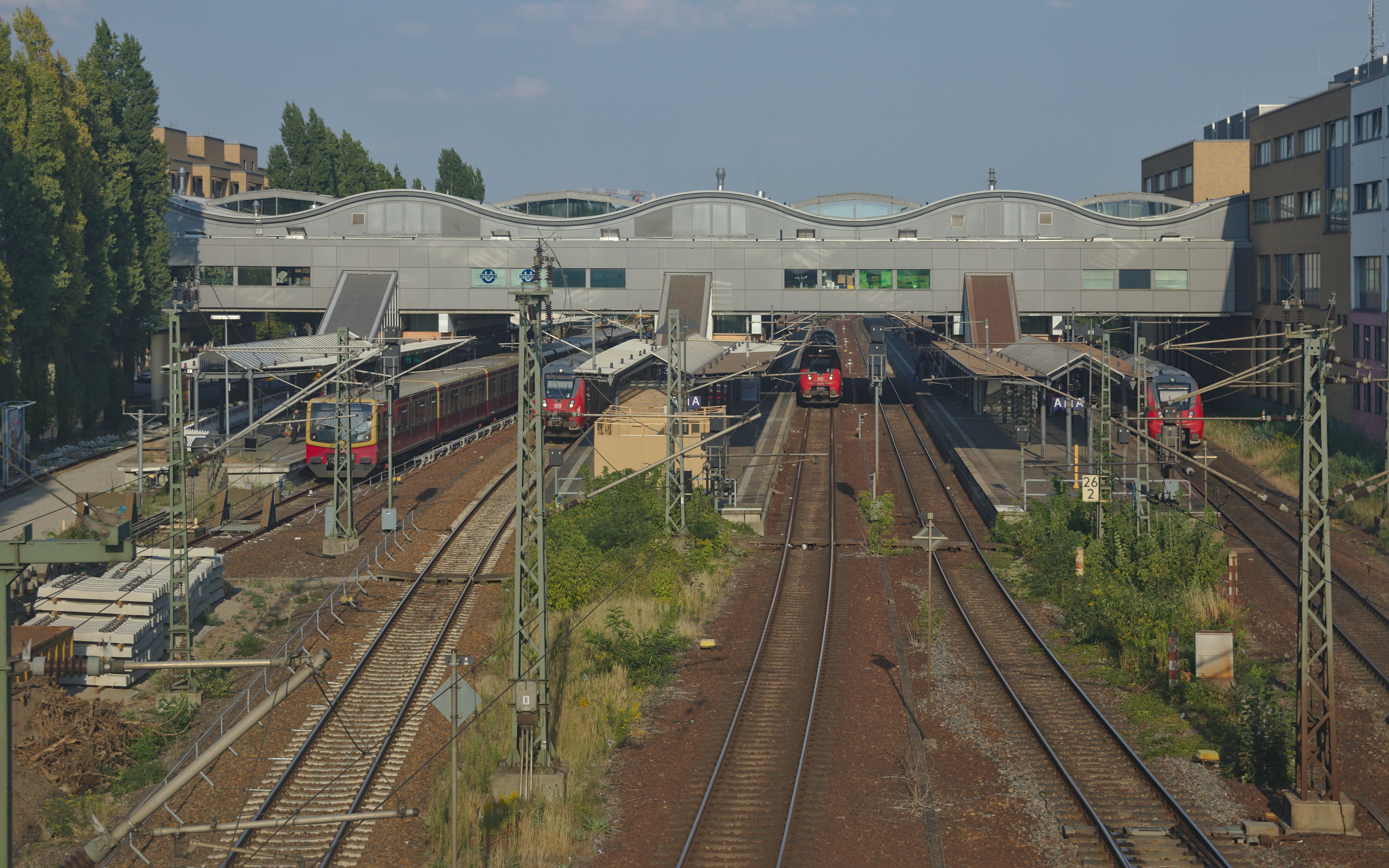
Gleisanlagen des Hauptbahnhofs von Westen gesehen

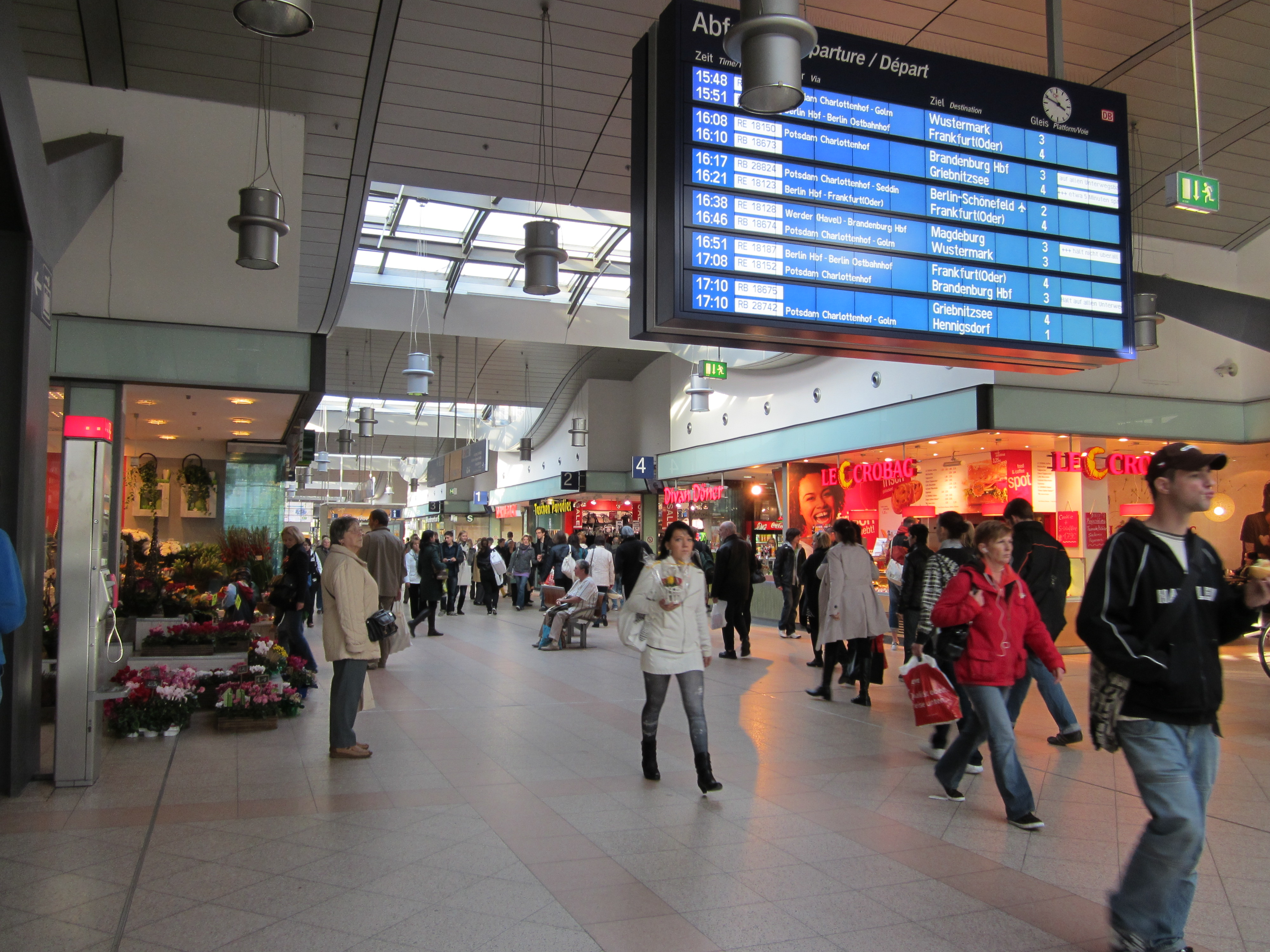
Bahnhofshalle im November 2011

Die erste Eisenbahn verkehrte von Berlin nach Potsdam am 22. September 1838. Das war die erste Eisenbahn in Preußen und ist eine der ältesten noch in Betrieb befindlichen Eisenbahnen Deutschlands. Ihr Endbahnhof lag an der Stelle des heutigen Hauptbahnhofs. Vom Bahnhof führte noch ein Hafengleis zum damaligen Dampfschiffanleger westlich der Langen Brücke. Mit der Inbetriebnahme der Potsdamer Eisenbahnbrücke über die Havel durch die Potsdam-Magdeburger Eisenbahngesellschaft am 7. August 1846 wurde der bisherige Endbahnhof zum Zwischenbahnhof (Karte von 1848 siehe), hatte allerdings bis 1997/1999 nur wenige Durchgangsgleise. Es wurde ein klassizistisches Empfangsgebäude errichtet. Dieses und der Bahnhofsvorplatz lagen nun nördlich der Gleise. 1928 erfolgte der Anschluss an das Berliner S-Bahn-Netz. Die komplette Umstellung des Vorortverkehrs auf elektrischen Betrieb dauerte nahezu ein Jahr. Im Zweiten Weltkrieg wurde der Bahnhof zerstört, in der Nachkriegszeit wurde ein neues Empfangsgebäude gebaut.
Von 1953 bis 1958 gab es S-Bahn „Durchläuferzüge“ nach Ost-Berlin ohne Halt im Westteil von Berlin. Ab 1958 erfolgte die Verlagerung des Binnenverkehrs der DDR zum neu entstehenden Berliner Außenring. Nach der Inbetriebnahme des Außenrings fuhren vom neuen Bahnhof Potsdam Süd (heute Potsdam Pirschheide), am südwestlichen Stadtrand, sogenannte „Sputnik“-Züge über Flughafen Schönefeld in den Ostteil Berlins. Fernzüge des Binnenverkehrs und später auch Interzonenzüge (Aachen – Görlitz) und (München – Rostock) wurden ebenfalls über den Außenring geleitet. 1960 erfolgte die Umbenennung des Bahnhofs in „Potsdam Stadt“, 1961 wurde der Südbahnhof in „Potsdam Hauptbahnhof“ umbenannt. Der elektrische S-Bahn-Verkehr nach Potsdam wurde 1961 durch den Bau der Berliner Mauer unterbrochen und wenige Monate später eingestellt. Die Bahnhöfe Potsdam Stadt und Babelsberg konnten nur noch mit Nahverkehrszügen u. a. vom damaligen Potsdamer Hauptbahnhof aus erreicht werden. Die Transitzüge nach West-Berlin fuhren in Potsdam Stadt durch und hatten für den Aus- bzw. Einstieg des Überwachungspersonals einen Betriebshalt in Potsdam Griebnitzsee. Passagiere durften dort nicht ein-, bis 1963 allerdings noch aussteigen.
Am 21. Februar 1977 kollidierte auf dem Bahnhof eine Rangierlok mit einem Triebwagenzug. Eine Person wurde schwer verletzt, sieben weitere leicht.
Ab Januar 1990 fuhren wieder Nahverkehrszüge nach Berlin-Wannsee, der uneingeschränkte S-Bahn-Verkehr wurde 1992 wieder aufgenommen. 1997 begann man den alten Bahnhof Potsdam Stadt mit seinem Empfangsgebäude, den Lokschuppen und den Abstellgleisen abzureißen und durch neue Gebäude zu ersetzen. Die Neuplanung erfolgte durch das Büro Gerkan, Marg und Partner. Es entstanden zwei langgestreckte Gebäudekomplexe, die durch eine Spange, erkennbar an einem wellenförmigen Dach, verbunden sind. Die Zugänge zu den Bahnsteigen wurden in die Spange integriert. Der S-Bahnsteig wurde komplett neu gebaut, ein Regionalbahnsteig wurde um ein Gleis aufgewertet. Am Südeingang entstand ein neuer Bahnhofsvorplatz mit Bus- sowie Straßenbahnsteigen und ein Busparkplatz. Unter dem Namen „Bahnhofspassagen Potsdam“ wurde ein neues Einkaufszentrum sowie ein Kino eröffnet, zusätzlich entstanden Büro- und Geschäftsräume. Am 1. September 1999 erfolgte die Umbenennung des Bahnhofs Potsdam Stadt in Potsdam Hauptbahnhof. Er ist im Betriebsstellenverzeichnis unter BPD geführt.
Der Bau des Bahnhofs war heftig umstritten und wurde lange diskutiert. Die Fassadengestaltung mit gelbem Klinkermauerwerk stieß auf Ablehnung und die Dimensionen der Gebäude ließen den Eindruck von Bürokomplexen entstehen, die – wie die Kritiker meinten – den maßstäblichen Rahmen der historischen Stadt Potsdam sprengen. Die UNESCO überlegte, Potsdam wegen des Umbaus auf die Rote Liste des Weltkulturerbes zu setzen. Durch nachträgliche Änderungen bei der Bauausführung und den Verzicht auf noch nicht begonnene Bauabschnitte konnte dies jedoch verhindert werden.
Seit Dezember 2014 erfolgt auf dem S-Bahnsteig die Zugabfertigung durch den Triebfahrzeugführer mittels Führerraum-Monitor (ZAT-FM).
Eine Radstation mit 557 Stellplätzen für Fahrräder ist seit Anfang 2016 in Betrieb. Diese bietet auch einen Reparaturservice sowie kostenlose Schließ- und Akkuladefächer.
Im Juni 2018 begannen Bauarbeiten zur Erweiterung der Gleisanlagen der S-Bahn. Zum einen wurde östlich des S-Bahnsteigs ein zweites Gleis bis zur Brücke des Nutheschnellwegs errichtet, um Zugkreuzungen in diesen Bereich verschieben zu können. Das hierbei wegfallende Kehrgleis wurde westlich des Bahnsteigs neu gebaut. Die erweiterten Gleisanlagen gingen am 25. März 2019 in Betrieb, zusammen mit dem hier neu installierten Zugbeeinflussungssystem ZBS.

## Zugangebot
Zum Fahrplanwechsel im Mai 2006 wurde das letzte ICE-Zugpaar abgezogen, welches Potsdam bediente. Der Grund hierfür ist, dass alle ICE und fast alle IC zwischen Berlin und den westlichen Bundesländern über die Schnellfahrstrecke Berlin–Hannover geführt werden und die Fahrt von Potsdam in Richtung Westen mit einem Umweg über Berlin schneller ist, als es eine Fahrt auf der Strecke über Magdeburg wäre. Seit dem Fahrplanjahr 2016 halten einzelne ICEs von und nach Köln bzw. München wieder in Potsdam.

### Verkehr
| Linie                    | Linienverlauf | Takt (min)                  | EVU              |
| ------------------------ | --- | --------------------------- | ---------------- |
| ICE 10                   | (Ostseebad Binz –) Berliner Stadtbahn – Potsdam Hauptbahnhof – Magdeburg Hbf – Hannover Hbf – Hamm – Dortmund Hbf – Essen Hbf – Düsseldorf Hbf – Köln Hbf | einzelnes Zugpaar           | DB Fernverkehr   |
| IC 56                    | Norddeich Mole – Oldenburg (Oldenburg) – Bremen Hbf – Hannover Hbf – Magdeburg Hbf – Potsdam Hauptbahnhof – Berlin-Wannsee – Berliner Stadtbahn –Berlin Ostkreuz – Königs Wusterhausen –Lübben – Cottbus Hbf | drei Zugpaare täglich       | DB Fernverkehr   |
| HBX                      | Berlin Ostbahnhof – Potsdam Hauptbahnhof – Magdeburg Hbf – Halberstadt (Zugteilung) – Quedlinburg – Thale / Wernigerode – Goslar | Fr–So je ein Zugpaar        | start            |
| RE 1                     | Magdeburg Hbf – Brandenburg Hbf – Werder – Potsdam Hauptbahnhof – Berlin-Wannsee – Berliner Stadtbahn – Berlin Ostkreuz Erkner – Fürstenwalde (Spree) – Frankfurt (Oder) – (Eisenhüttenstadt – Cottbus Hbf) | 20                          | ODEG             |
| RB 20                    | Potsdam Griebnitzsee – Potsdam Hauptbahnhof – Potsdam Park Sanssouci – Golm – Hennigsdorf (b Berlin) – Birkenwerder (b Berlin) – Oranienburg | 60 (Mo–Fr)                  | DB Regio Nordost |
| RB 21                    | Potsdam Hauptbahnhof – Potsdam Park Sanssouci – Golm – Wustermark – Dallgow-Döberitz – Berlin-Spandau – Berlin Gesundbrunnen | 60                          | DB Regio Nordost |
| RB 22                    | (Potsdam Griebnitzsee –) Potsdam Hauptbahnhof – Potsdam Park Sanssouci – Golm – Potsdam Pirschheide – Saarmund – Flughafen BER – Königs Wusterhausen | 60 (Griebnitzsee nur Mo–Fr) | DB Regio Nordost |
| RB 23                    | (Golm – Potsdam Park Sanssouci– Potsdam Hauptbahnhof – Potsdam Griebnitzsee – Berlin-Wannsee –) Berlin-Charlottenburg – Berliner Stadtbahn – Flughafen BER | 60 (Mo–Fr)                  | DB Regio Nordost |
| RB 33                    | Potsdam Hauptbahnhof – Potsdam Pirschheide – Caputh-Geltow – Caputh Schwielowsee – Ferch-Lienewitz – Beelitz Stadt – Treuenbrietzen – Jüterbog | 60                          | ODEG             |
|                          | Potsdam Hauptbahnhof – Babelsberg – Griebnitzsee – Wannsee – Nikolassee – Grunewald – Westkreuz – Charlottenburg – Savignyplatz – Zoologischer Garten – Tiergarten – Bellevue – Hauptbahnhof – Friedrichstraße – Hackescher Markt – Alexanderplatz – Jannowitzbrücke – Ostbahnhof – Warschauer Straße – Ostkreuz – Nöldnerplatz – Lichtenberg – Friedrichsfelde Ost – Springpfuhl – Poelchaustraße – Marzahn – Raoul-Wallenberg-Straße – Mehrower Allee – Ahrensfelde | 10                          | S-Bahn Berlin    |
| Stand: 15. Dezember 2024 | |                             |                  |

Die Züge der RB 20 und RB 22 verkehren Mo–Fr gemeinsam zwischen Griebnitzsee und Golm, wo sie getrennt bzw. vereinigt werden.